# أولاف مو
أولاف مو هو سياسي نرويجي، ولد في 23 يوليو 1872، وتوفي في 11 أغسطس 1967. نشط حزبياً في Radical People's Party (Norway) ‏. وقد انتخب نائب عضو برلمان النرويج ‏ عن دائرة Oppland (Storting constituency) ‏ وقد انضم خلال فترته النيابية ‏ (1945 – 1949) للكتلة البرلمانية حزب الوسط وانتخب نائب عضو برلمان النرويج ‏ عن دائرة Oppland (Storting constituency) ‏ وقد انضم خلال فترته النيابية ‏ (1928 – 1930) للكتلة البرلمانية Radical People's Party (Norway) ‏ وانتخب نائب عضو برلمان النرويج ‏ عن دائرة Oppland (Storting constituency) ‏ وقد انضم خلال فترته النيابية ‏ (1925 – 1927) للكتلة البرلمانية Radical People's Party (Norway) ‏.